# Сайпа (футбольный клуб)
«Сайпа» (перс. باشگاه فوتبال سايپا کرج‎) — иранский футбольный клуб из Кереджа, основанный в декабре 1989 года. Команда играет в чемпионате Ирана по футболу.

## Достижения
- Чемпион Ирана (3): 1993/94, 1994/95, 2006/07.
- Обладатель Кубка Ирана (1): 1993/94.

## Международные соревнования
Команда принадлежит Сайпа Авто, основным конкурентом Iran Khodro.